# 2022학년도 대학수학능력시험
2022학년도 대학수학능력시험 (2022學年度 大學修學能力試驗, 2021년 수능)은 2021년 11월 18일 목요일에 시행된 대학수학능력시험이다. 문이과 통합으로 '문·이과 통합 수능'이 도입되면서 문·이과 계열과 상관없이 다른 계열의 과목을 선택할 수 있다.

## 모의평가
- 2022학년도 대학수학능력시험 6월 모의평가: 2021년 6월 3일
- 2022학년도 대학수학능력시험 9월 모의평가: 2021년 9월 1일

## 일정
2019년 8월 13일, 교육부는 대학수학능력시험에 대한 기본계획을 발표하면서 2022학년도 대학수학능력시험 일정을 공개했다.
- 2021년 11월 18일 - 수능시험일
- 2021년 12월 10일 - 성적 통지

## 기출문제
| 과목                | 문제 및 정답 | 비고 |
| ------------------- | ------------ | ---- |
| 국어 영역           | ■            |      |
| 수학 영역           | ■            |      |
| 영어 영역           | ■            |      |
| 한국사 영역         | ■            |      |
| 사회탐구 영역       | ■            |      |
| 과학탐구 영역       | ■            |      |
| 직업탐구 영역       | ■            |      |
| 제2외국어/한문 영역 | ■            |      |

## 통계
| 과목 | 응시자 수 | 표준점수 최고점(인원, %) | 1등급 구분 표준점수 |
| ---- | --------- | ------------------------ | ------------------- |
| 국어 | 446,580   | 149 (28, 0.01%)          | 131                 |

| 과목 | 응시자 수 | 표준점수 최고점      | 1등급 구분 표준점수 |
| ---- | --------- | -------------------- | ------------------- |
| 수학 | 429,799   | 147 (2,702명, 0.63%) | 137                 |

| 과목   | 응시자 수 | 1등급 비율         |
| ------ | --------- | ------------------ |
| 영어   | 445,662   | 27,830명 (7.83%)   |
| 한국사 | 448,138   | 168,379명 (37.57%) |

| 과목        | 응시자 수 | 1등급 구분 원점수 | 만점 표준점수(인원, 비율) |
| ----------- | --------- | ----------------- | ------------------------- |
| 생활과 윤리 | 136,793   | 47                | 66 (3,951명, 2.89%)       |
| 윤리와 사상 | 31,399    | 47                | 68 (176명, 0.56%)         |
| 한국지리    | 41,893    | 50                | 65 (1,790명, 4.27%)       |
| 세계지리    | 31,221    | 50                | 66 (1,615명, 5.17%)       |
| 동아시아사  | 23,053    | 50                | 66 (1,231명, 5.34%)       |
| 세계사      | 17,552    | 50                | 66 (1,100명, 6.27%)       |
| 경제        | 5,495     | 50                | 66 (305명, 5.55%)         |
| 정치와 법   | 26,007    | 50                | 63 (1,797명, 6.91%)       |
| 사회·문화   | 127,482   | 46                | 68 (1,018명, 0.8%)        |

| 과목      | 응시자 수 | 1등급 구분 원점수 | 만점 표준점수(인원, 비율) |
| --------- | --------- | ----------------- | ------------------------- |
| 물리학Ⅰ   | 62,509    | 43                | 72 (106명, 0.17%)         |
| 화학Ⅰ     | 73,582    | 45                | 68 (469명, 0.64%)         |
| 생명과학Ⅰ | 134,726   | 42                | 72 (138명, 0.10%)         |
| 지구과학Ⅰ | 136,541   | 43                | 74 (473명, 0.35%)         |
| 물리학Ⅱ   | 3,006     | 47                | 68 (50명, 1.66%)          |
| 화학Ⅱ     | 3,317     | 47                | 69 (63명, 1.9%)           |
| 생명과학Ⅱ | 6,515     | 47                | 68 (13명, 0.20%)          |
| 지구과학Ⅱ | 3,570     | 40                | 77 (2명, 0.06%)           |

| 과목                | 응시자 수 | 1등급 구분 표준점수 |
| ------------------- | --------- | ------------------- |
| 성공적인 직업 생활  | 4,460     | 68                  |
| 농업 기초 기술      | 237       | 67                  |
| 공업 일반           | 1,527     | 66                  |
| 수산·해운 산업 기초 | 31        | 66                  |
| 상업 경제           | 1,806     | 70                  |
| 인간 발달           | 1,048     | 70                  |

## 사건사고
- 수능 시험 당일 경기도 지역 버스 일부가 파업하게 되자 시험장을 찾아가는 수험생들의 큰 불편이 예상된다.[2]
- 수능 생명과학Ⅱ 20번 문항 '출제 오류' 논란: 문제가 된 문항은 수능 과학탐구 영역 생명과학Ⅱ 20번 문항으로, 제시문에 나온 '하디-바인베르크 평형' 문제에서 개체 수가 음수로 나오는 오류가 있다는 주장이다. 이와 관련해 종로학원 김연섭 과학팀장은 "문제의 설정 자체가 잘못된 것으로 판단된다"고 밝혔다. 한국교육과정평가원의 정답 이의 신청 게시판에는 이 문제의 오류를 주장하는 게시글이 잇따라 올라오고 있다. 생명과학Ⅱ를 지원한 수험생은 7천868명으로 전체 과학탐구 영역 지원 인원의 1.6%이다.[3]

## 같이 보기
- 대학수학능력시험
  - 연도별 대학수학능력시험